# Société Boisavia
Société Boisavia byl francouzský letecký výrobce založený v roce 1946 Lucienem Tielesem. Zaměřoval se na výrobu civilních letadel, prvním vyrobeným typem byl letoun Boisavia B.50 Muscadet vyvinutý v několika verzích.

## Přehled vyráběných strojů
- Boisavia B.50 Muscadet (1946)
- Boisavia B.60 Mercurey (1949)
- Boisavia B.80 Chablis (1950)
- Boisavia B.260 Anjou (1956)[1]

## Galerie

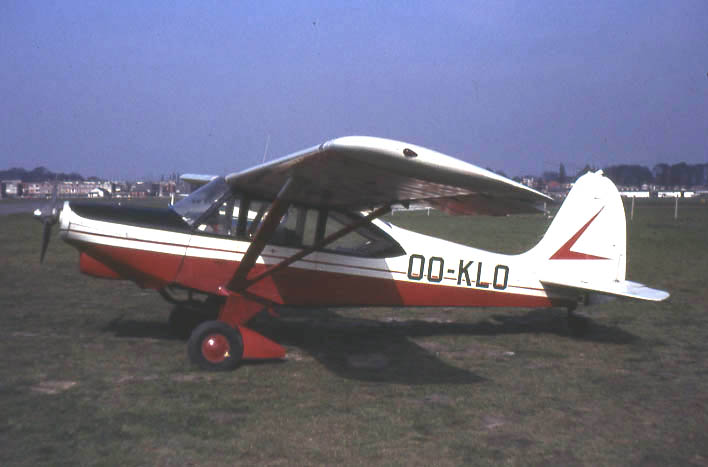
Boisavia B.60 Mercurey
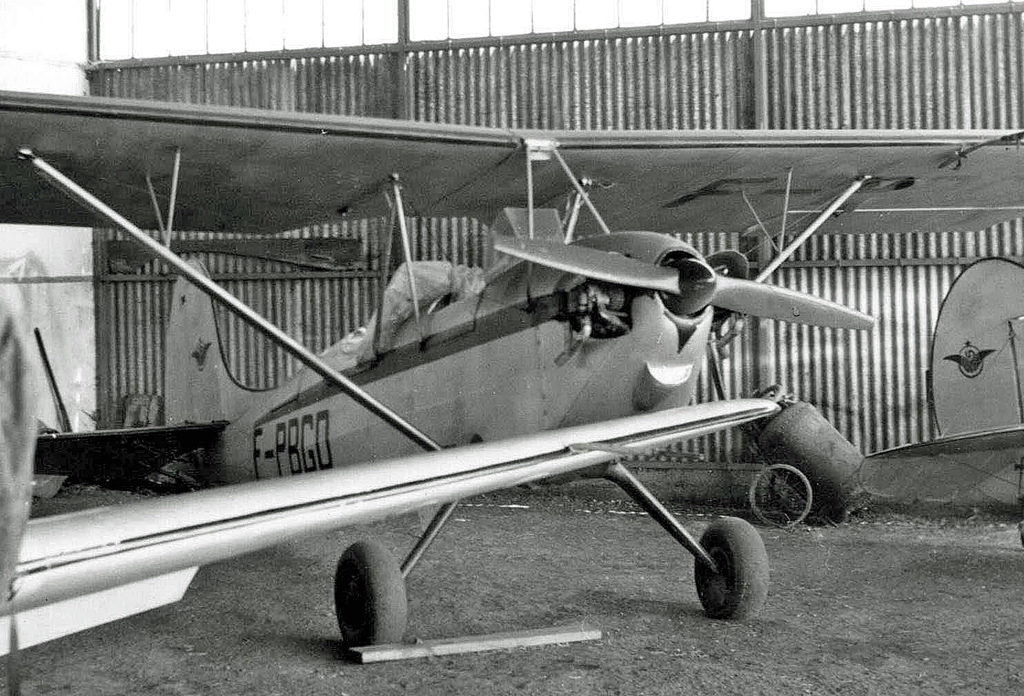
Boisavia B.80 Chablis